# 河沙寺大雄寶殿
河沙寺大雄寶殿位於四川省成都市蒲江縣壽安鎮，文物遺址年代判定為明。2002年12月27日公佈為四川省第六批省級文物保護單位。